# Портленд (Орегон)
По́ртленд, Портланд (англ. Portland) — місто в США, в округах Мултнома, Вашингтон і Клакамас штату Орегон. Місто розташоване на північному заході штату, при впадінні річки Вілламетт в річку Колумбія.
Населення — 652 503 особи (2020). Портленд із передмістями утворює Портлендську агломерацію (англ. Portland Metropolitan Statistical Area, Portland MSA) з населенням близько 2 млн мешканців. До конурбації Портленда належать MSA Сейлема і Лонгв'ю з населенням понад 2,5 млн мешканців. Портленд — третє за кількістю населення місто Тихоокеанського Північного Заходу (Pacific Northwest) після Сіетла (США) і Ванкувера (Канада) і найбільше в штаті Орегон.
Портленд — важливий промисловий і торгово-фінансовий центр Тихоокеанського Північного Заходу, порт на річці Колумбія, доступний для морських кораблів. Міжнародний аеропорт. Важливий центр радіоелектроніки. Металомістке машинобудування, целюлозно-паперова, деревообробна, текстильна, харчова промисловість, поліграфія, кораблебудівництво. У Портленді розміщена штаб-квартира федеральної Ради зі збереження енергетичних і природних ресурсів Тихоокеанського Північного Заходу.
Портленд розділений річкою Вілламетт на дві частини, з'єднані одинадцятьма мостами (тому Портленд часто називають «Містом мостів»). Портленд також називають «містом троянд» (The City of Roses) через те, що тут сприятливий клімат для росту троянд. Їх можна побачити скрізь у садах і парках.
Засноване 1845 року переселенцями з Нової Англії. Статус міста з 8 лютого 1851 року.

## Історія
Місто було засноване 1845 року вихідцем із Бостона Вільямом Овертоном на берегах річки Вілламетт напівдорозі між містами Орегон-Сіті і Форт-Ванкувер. Портленд зіграв роль великого перевалочного пункту під час «золотих лихоманок» у Каліфорнії і на Клондайку. У 1889 році тут прокладена перша у світі лінія електропередач довжиною 23 км. У роки Другої Світової війни місто було великим центром кораблебудування.

## Географія
Портленд розташований за координатами 45°32′13″ пн. ш. 122°39′0″ зх. д. / 45.53694° пн. ш. 122.65000° зх. д. (45.536951, -122.649971). За даними Бюро перепису населення США, в 2010 році місто мало площу 375,77 км², з яких 345,57 км² — суходіл та 30,20 км² — водойми.

### Клімат
Портленд має м'який клімат, подібний до клімату центральної Франції. Опади становлять 1000—1150 мм на рік і в середньому тривають 155 днів на рік. Клімат тотожний середземноморському за багатьма параметрами. Зима м'яка і дощова, літо тепле й сухе. Водночас завдяки впливу Тихого океану, який розташований приблизно 100 км на захід, бувають значні коливання щоденної температури. Температура океану коливається від 11 °C взимку до 14 °C влітку. Це тримає нічну температуру низькою навіть влітку. Це використовують виноградарі, вирощуючи німецький сорт винограду рислінг, який полюбляє різку щоденну зміну температури. Середня температура січня вночі +3 °C, вдень — +8 °C; липня уночі +14 °C, вдень — +26 °C.

## Адміністративний поділ

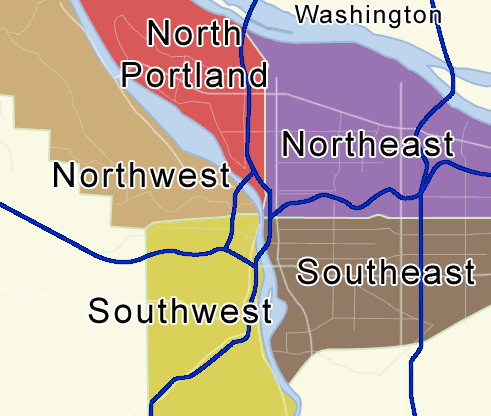
Райони міста

Місто поділяється на п'ять районів:
- Південно-Західний
- Південно-Східний
- Північний Портленд
- Північно-Західний
- Північно-Східний

## Демографія

### Перепис 2010
Згідно з переписом 2010 року, у місті мешкало 583 776 осіб у 248 546 домогосподарствах у складі 125 506 родин. Густота населення становила 1554 особи/км². Було 265 439 помешкань (706/км²).
Расовий склад населення:
| - 76,1 % — білих - 7,1 % — азіатів - 6,3 % — чорних або афроамериканців - 1,0 % — корінних американців - 0,5 % — вихідців з тихоокеанських островів - 4,2 % — осіб інших рас |

До двох чи більше рас належало 4,7 %. Частка іспаномовних становила 9,4 % від усіх жителів.
За віковим діапазоном населення розподілялося таким чином: 19,1 % — особи, молодші 18 років, 70,5 % — особи у віці 18—64 років, 10,4 % — особи у віці 65 років та старші. Медіана віку мешканця становила 35,8 року. На 100 осіб жіночої статі у місті припадало 98,2 чоловіка; на 100 жінок у віці від 18 років та старших — 96,9 чоловіка також старших 18 років.
Середній дохід на одне домашнє господарство становив 76 685 доларів США (медіана — 55 003), а середній дохід на одну сім'ю — 94 972 долари (медіана — 71 894). Медіана доходів становила 49 816 доларів для чоловіків та 44 442 долари для жінок. За межею бідності перебувало 18,0 % осіб, у тому числі 22,6 % дітей у віці до 18 років та 11,0 % осіб у віці 65 років та старших.
Цивільне працевлаштоване населення становило 323 832 особи. Основні галузі зайнятості: освіта, охорона здоров'я та соціальна допомога — 25,5 %, науковці, спеціалісти, менеджери — 14,1 %, мистецтво, розваги та відпочинок — 11,7 %, роздрібна торгівля — 10,7 %.

### Перепис 2000
За переписом 2000 року у Портленді мешкала 529 121 особа, яка проживала в 223 737 домогосподарствах, утворюючи 118 356 сімей. Густота населення 1521 особа/км².
Расовий склад: білі 77,91 %, афроамериканці 6,64 %, азіати 6,33 %, корінні американці 1,06 %, острівні американці (англ. Pacific Islanders) 0,38 %, інші раси 3,55 %, а також 4,15 % змішаних рас. 6,81 % населення складають латиноамериканці.
Середній дохід на сім'ю у 2000 році становив 50 271 долар США.

## Економіка

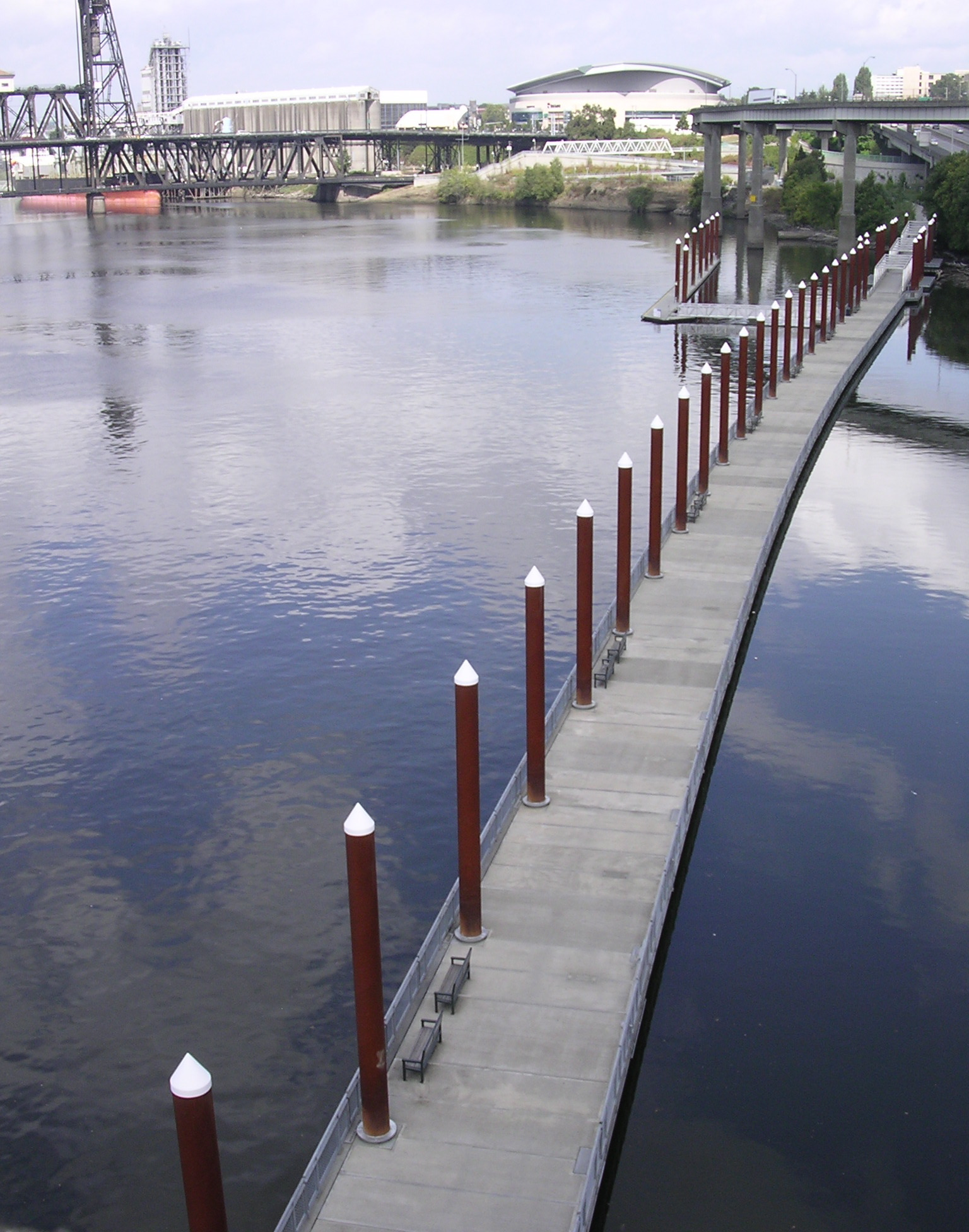
Одна з ділянок Експланади Істбанк

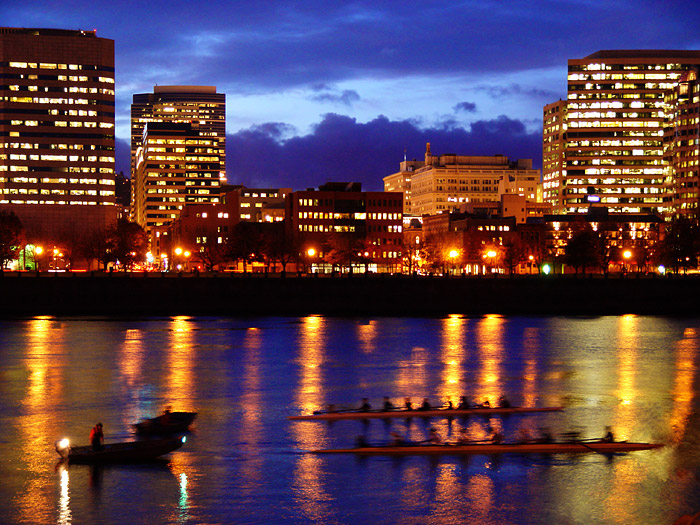
На річці Вілламетт уночі

Портленд — важливий економічний центр північного заходу США. Великий порт (вантажообіг 9 млн тонн у 1970 році), залізничний вузол, аеропорт.
Місто є великим центром радіоелектроніки. У західних передмістях Гілсборо і Алосі розташовані заводи компанії «Intel». У Бівертоні розміщений головний офіс розробника Linux Лайнуса Торвальдса і будинок творця Вікі Варда Каннінгема.
Портленд — центр району виноградарства і деревообробки; центр туризму, великий океанський порт на річці Колумбія. Тут розташовані підприємства лісопереробної, паперової, металообробної, харчової промисловості, розвинене транспортне й електротехнічне машинобудування.
У місті розташована штаб-квартира федеральної Ради зі збереження енергетичних і природних ресурсів Тихоокеанського Північного Заходу (Pacific Northwest Electric Power and Conservation Planning Council).
Поблизу Портленда розташована Бонвіллська ГЕС.

## Культура, спорт

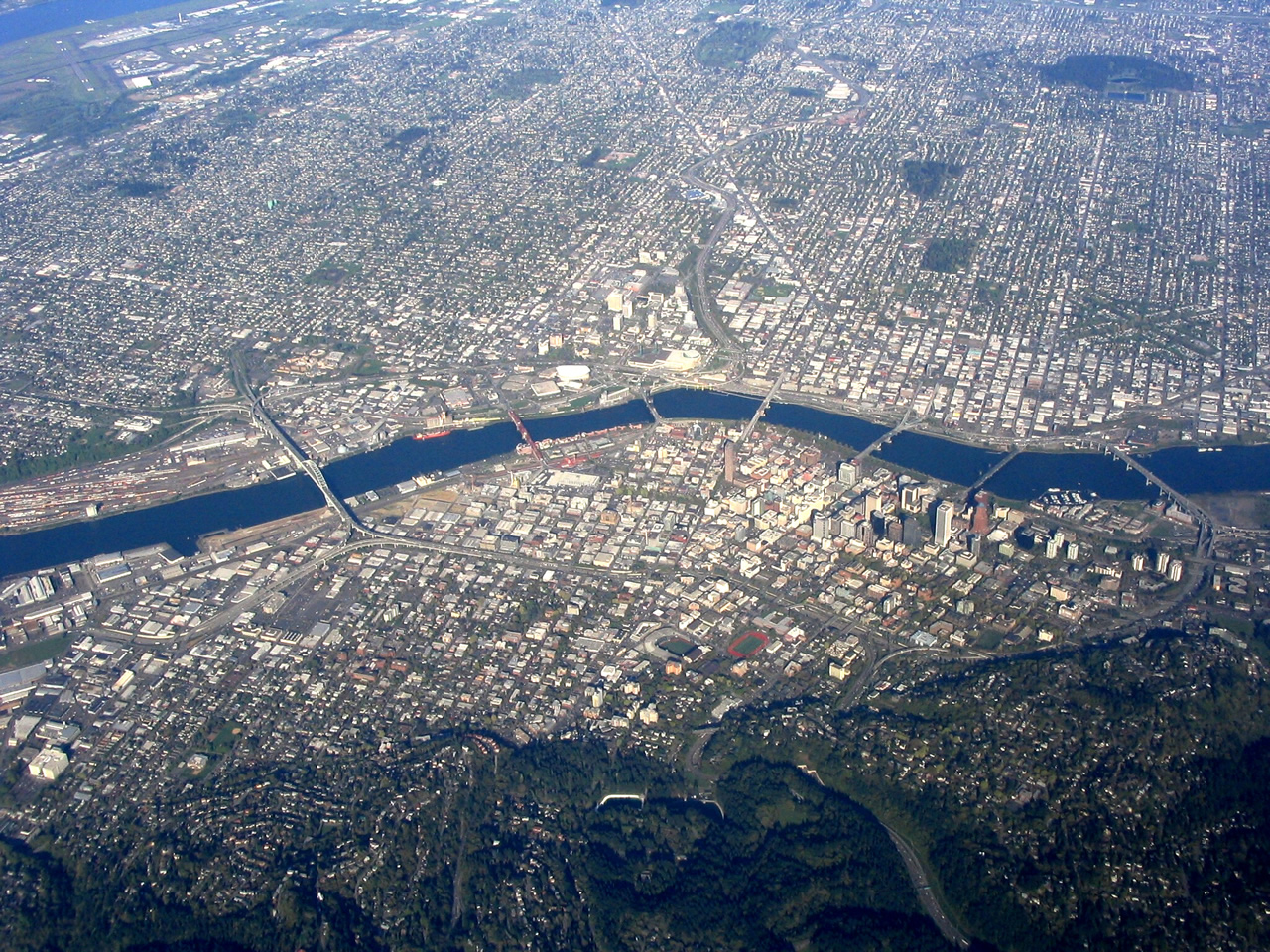
Фотографія Портленда з висоти пташиного польоту. Перед річкою Віламетт великі будинки центру міста. З іншого боку річки — Істсайд. Вдалині можна побачити річку Колумбія

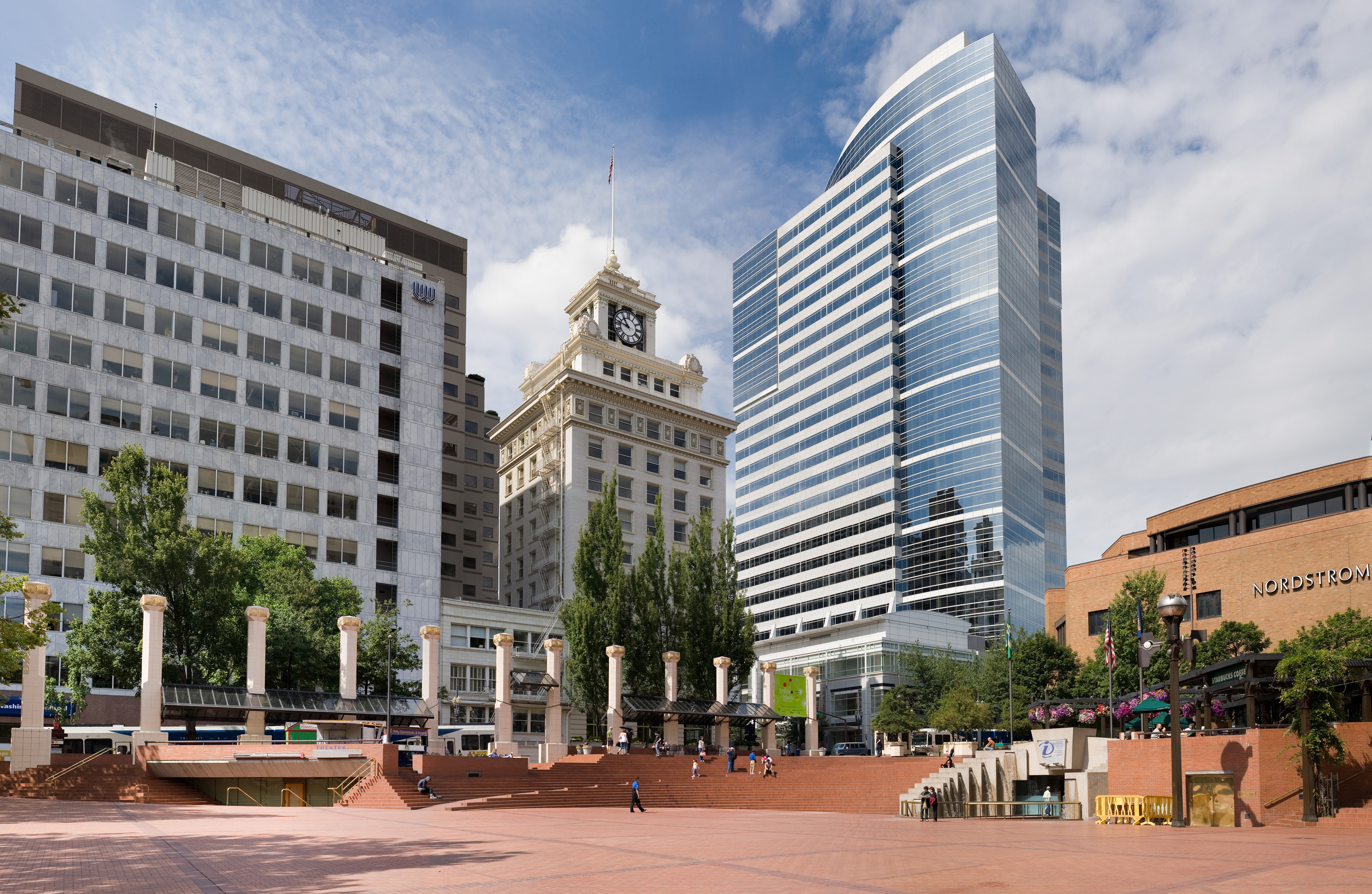
Будівля Суду піонерів (Pioneer Courthouse) у самому центрі Портленда

Головна газета міста — ««The Oregonian»» (Орегонці). У Портленді діють 10 місцевих телевізійних каналів.
Музеї:
- музей Орегонського історичного товариства
- Американський музей реклами
- Портлендський художній музей

Інші культурні місця: Портлендський центр сценічних мистецтв, лісопарк (Forest Park, найбільший міський лісовий масив у США), опера, симфонічний оркестр штату. Тут проводяться щорічний фестиваль і виставка троянд (у червні). Місто зазвичай займає одне з перших місць у рейтингах із якості життя.
У Портленді базується відома баскетбольна команда «Портленд Трейл Блейзерс» з Головної ліги НБА, за яку грав відомий баскетболіст Арвідас Сабоніс. «Портланд Біверс» — бейсбольна команда, яка грає в Тихоокеанській лізі. «Портланд Тімберс» — футбольна команда (європейський футбол), яка грає в Першому дивізіоні Об'єднаної футбольної ліги (the United Soccer Leagues First Division).

### Українська діаспора
У Портленді і його передмістях проживає до 100 тисяч вихідців з колишнього Радянського Союзу. Українці і білоруси становлять до 70 тис., росіяни — 15 тис., молдовани — понад 5 тис., євреї — 5 тис., вірмени та інші — до 5 тис. Українці мешкають у східній частині Портленда, у Грешемі, Ванкувері, Мілвокі, Орегон-Сіті, Бівертоні, Тайгарді, Сейлемі. Євреї мешкають у Бівертоні, Тайгарді і Лейк-Освіго, біля синагоги. Росіяни переважно мешкають у Портленді.
У Портленді є Українська Православна Церква святого Івана Хрестителя. Храм розташований в південно-східному районі, який називається Селвуд.

## Архітектура
Портленд добре відомий серед архітекторів як добре сплановане місто. План міста стримує його ріст у межах агломерації, таким чином зменшуючи потребу в побудові нових автомагістралей, і наголошує на важливості публічного транспорту. Уже зараз інтенсивність життя в Портленді досягла інтенсивності Лос-Анджелеса. Ущільнення населення в межах агломерації призвело до стрімкого зростання цін на будинки, які зараз рівні за вартістю з цінами в Сіетлі й Сакраменто.

## Освіта
У Портленді два університети: Портлендський університет і Портлендський університет штату.
Коледжі: Коледж Ріда, Коледж Льюїса і Кларка, Коледж Конкордії.

## Транспорт
У місті розгалужена мережа автобусних маршрутів, діють п'ять ліній легкорейкового транспорту MAX та мережа звичайних трамвайних ліній.
Місто перетинають два шосе з півночі на південь (I-5 та I-205) і одне із заходу на схід (I-84). Міжнародний аеропорт, який зв'язаний з центром міста Червоною лінією швидкісного трамвая і має один прямий рейс до Європи (німецького міста Франкфурт-на-Майні).

## Міста-побратими
- Ашкелон
- Болонья
- Гаосюн
- Гвадалахара
- Корінто(інші мови)
- Мутаре
- Сан-Педро-Сула
- Саппоро
- Сучжоу
- Ульсан
- Хабаровськ

## Персоналії
- Лінус Торвальдс — винахідник комп'ютерної операційної системи Linux
- Ворд Каннінгем — винахідник Вікі
- Чак Поланік — культовий письменник
- Метт Ґрейнінґ — творець, творчий консультант і продюсер культових мультсеріалів «Сімпсони» і «Футурма»
- Генрі Вільям Брандс — письменники
- Джон Рід (1887—1920) — американський журналіст, комуністичний діяч
- Боб Стіл (1907—1988) — американський актор
- Джейн Павелл (1929—2021) — американська акторка, співачка і танцівниця.